# ایوان یونگ
ایوان یونگ (به انگلیسی: Yvonne Yung) بازیگر اهل هنگ کنگ است.
از فیلم‌ها یا مجموعه‌های تلویزیونی که وی در آن‌ها نقش داشته‌است، می‌توان به استاد مست ۲ اشاره نمود.